# Romi Park
Romi Park (朴璐美?, Paku Romi; 박 로미?; Tokyo, 22 gennaio 1972) è un'attrice, doppiatrice e cantante giapponese di lontane ascendenze coreane.
Ha studiato al Toho Gakuen College of Drama and Music e successivamente ha proseguito gli studi in Corea del Sud. Romi Park è nota soprattutto per il doppiaggio di anime, in particolare è nota per aver doppiato Hange Zoe ne L'attacco dei giganti ed Edward Elric in entrambi gli adattamenti animati di Fullmetal Alchemist.

## Doppiaggio

### Animazione televisiva
- Air Master - Maki Aikawa
- Alice Academy - Natsume Hyūga/ mamma di Hotaru
- Batman Ninja vs. Yakuza League - Wonder Woman
- Black Butler - Angelina Dalless
- Bleach - Tōshirō Hitsugaya
- Blood+ - Kurara
- Blue Dragon - Zola
- Brain Powerd - Kanan
- Claymore - Teresa del sorriso
- Deadman Wonderland - Ganta Igarashi
- Dennō Coil - Haraken
- Digimon Adventure 02 - Ken Ichijouji
- Digimon Frontier - Mole il Trailmon
- Dragon Drive - Reiji Oozora
- Eyeshield 21 - Kobayakawa Sena
- Fullmetal Alchemist - Edward Elric
- Fullmetal Alchemist: Brotherhood - Edward Elric
- Galaxy Angel - A (Tsuru)
- Get Backers - Jubei Kakei da giovane
- He Is My Master - Seiichirou Nakabayashi
- Heion sedai no Idaten-tachi - Hayato
- Hellsing Ultimate - Walter (giovane)
- Hetalia: Axis Powers - Svizzera
- Innocent Venus - Hijin
- Itazura na Kiss - Yuuki Irie
- Kakegurui - Batsubami Rei
- Ken il guerriero (nuova serie) - Bista/Dōha
- Kill la Kill - Ragyō Kiryūin
- Lupin III - Episodio: 0 - Elenor
- Lupin III - La pagina segreta di Marco Polo - Hiromi
- Ma che magie Doremi - Majo Ran
- MAJOR - Taiga Shimizu
- Mecha Ude - Jun Kagami
- Mobile Suit Gundam SEED - Nicol Amarfi
- Monkey Typhoon - Rarītomu
- Murder Princess - Falis
- Mythical Detective Loki Ragnarok - Heimdall/Kazumi Higashiyama
- Nadja - Alan
- Nana - Nana Oosaki
- Naruto - Temari
- Naruto: Shippūden - Temari
- Oh, mia dea! - Sentarō Kawanishi
- Owari No Seraph - Yūichirō Hyakuya
- Pecola - Rabisan
- Pluto - Helena
- Pokémon - Jirō
- Prince of Tennis - Kevin Smith
- Princess Princess - Shihudani Yuujirou
- Samurai 7 - Katsushiro Okamoto
- Shaman King - Ren Tao
- Shaman King Flowers - Men Tao
- L'attacco dei giganti - Hanji Zoe
- Stellvia of the Universe - Najima Gable & Masato Katase
- Superior Defender Gundam Force - Shute
- Tenchi muyō! GXP - Kyo Komachi
- The Grimm Variations - Donkey
- La legge di Ueki - Kōsuke Ueki
- Turn A Gundam - Loran Cehack
- Vlad Love - Chihiro Chihmatsuri
- Yes! Pretty Cure 5 GoGo! - Syrup/Shiro Amai
- Zaion: I Wish You Were Here - Tao
- Zegapain - Mao Lu-Shen

### Videogiochi
- Attack on Titan: Humanity in Chains - Hange Zoe
- A.O.T.: Wings of Freedom - Hange Zoe
- A.O.T. 2 - Hange Zoe
- Avalon Code - Rempo
- BioShock Infinite - Daisy Fitzroy
- BlazBlue: Cross Tag Battle - Naoto Shirogane
- Bleach: Blade Battlers - Tōshirō Hitsugaya
- Bleach: Blade Battlers 2 - Tōshirō Hitsugaya
- Bleach: Heat the Soul 2 - Tōshirō Hitsugaya
- Bleach: Heat the Soul 3 - Tōshirō Hitsugaya
- Bleach: Heat the Soul 4 - Tōshirō Hitsugaya
- Bleach Wii: Hakujin Kirameku Rondo - Tōshirō Hitsugaya
- Bleach: Shattered Blade - Tōshirō Hitsugaya
- Bleach: Soul Resurrección - Tōshirō Hitsugaya
- Bleach: Brave Souls - Tōshirō Hitsugaya
- Brave Story: New Traveler - Mitsuru
- Sengoku Basara - Uesugi Kenshin
- Ueki no Housoku: Taosu Zeroberuto Juudan!! - Kousuke Ueki
- Cyberpunk 2077 - Rogue Amendiares
- Danganronpa 2: Goodbye Despair - Akane Owari
- Danganronpa V3: Killing Harmony - Akane Owari
- Days Gone - Addy Walker
- Dissidia Final Fantasy - Gidan Tribal
- Dissidia 012 Final Fantasy - Gidan Tribal
- Dissidia Final Fantasy NT - Gidan Tribal
- Dragon Quest Rivals - Debora Briscoletti
- Dynasty Warriors: Gundam - Loran Cehack
- Dynasty Warriors: Gundam 2 - Loran Cehack
- Dynasty Warriors: Gundam 3 - Loran Cehack
- Fate/Extra - Leo B. Harway
- Fate/Extra CCC - Leo B. Harway
- Fire Emblem Heroes - Nel
- Fire Emblem: Engage - Nel
- Fullmetal Alchemist and The Broken Angel - Edward Elric
- Fullmetal Alchemist: Dream Carnival - Edward Elric
- Fullmetal Alchemist 2: Curse of the Crimson Elixir - Edward Elric
- Fullmetal Alchemist: Dual Simpathy - Edward Elric
- Fullmetal Alchemist 3 The Girl who Succeeds God - Edward Elric
- Fullmetal Alchemist: The Prince of the Dawn - Edward Elric
- Fullmetal Alchemist: Brotherhood - Edward Elric
- Fullmetal Alchemist: Daughter of the Dusk - Edward Elric
- Fullmetal Alchemist: To The Promised Day - Edward Elric
- Fullmetal Alchemist Mobile - Edward Elric
- Granblue Fantasy - Black Knight
- Grandia Xtreme - Quanlee
- Halo: Reach - Noble 2/Catherine B-320 "Kat"
- Indivisible - Baozhai
- Infinite Space - Yuri
- JoJo's Bizarre Adventure: Vento Aureo - Giorno Giovanna
- JoJo's Bizarre Adventure: All Star Battle - Koichi Hirose
- JoJo's Bizarre Adventure: Eyes of Heaven - Koichi Hirose
- Jump Force - Tōshirō Hitsugaya
- Kameo: Elements of Power - Kameo
- Kill la Kill IF - Ragyō Kiryūin
- Like a Dragon: Ishin! - Otose
- Like a Dragon: Pirate Yakuza in Hawaii - Queen Michele
- Metal Gear Solid: Peace Walker - Amanda Valenciano Libre
- Metal Gear Rising: Revengeance - Mistral
- Mobile Suit Gundam SEED: Alliance vs. Z.A.F.T. - Nicole Amalfi
- Mobile Suit Gundam SEED Battle Destiny - Nicole Amalfi
- Naruto: Ultimate Ninja - Temari
- Naruto: Path of the Ninja - Temari
- Naruto: Ultimate Ninja 2 - Temari
- Naruto: Gekitou Ninja Taisen! 3 - Temari
- Naruto: Gekitou Ninja Taisen! 4 - Temari
- Naruto: Ultimate Ninja 3 - Temari
- Naruto: Uzumaki Chronicles 2 - Temari
- Naruto: Ninja Destiny - Temari
- Naruto Shippuden: Gekitou Ninja Taisen! EX - Temari
- Naruto Shippuden: Ultimate Ninja 4 - Temari
- Naruto Shippuden: Gekitou Ninja Taisen! EX 2 - Temari
- Naruto: The Broken Bond - Temari
- Naruto Shippuden: Gekitou Ninja Taisen! EX 3 - Temari
- Naruto: Ultimate Ninja Storm - Temari
- Naruto Shippuden: Legends: Akatsuki Rising - Temari
- Naruto Shippuden: Ultimate Ninja Heroes 3 - Temari
- Naruto Shippuden: Ultimate Ninja Storm 2 - Temari
- Naruto Shippuden: Gekitou Ninja Taisen! EX Special - Temari
- Naruto Shippuden: Ultimate Ninja Impact - Temari
- Naruto Shippuden: Ultimate Ninja Storm Generations - Temari
- Naruto Shippuden: Ultimate Ninja Storm 3 - Temari
- Naruto Shippuden: Ultimate Ninja Storm Revolution - Temari
- Naruto Shippuden: Ultimate Ninja Storm 4 - Temari
- Naruto to Boruto: Shinobi Striker - Temari
- Naruto x Boruto Ultimate Ninja Storm Connections - Temari
- Overwatch - Pharah
- Overwatch 2 - Pharah
- Persona 4 - Naoto Shirogane
- Persona 4 Arena - Naoto Shirogane
- Persona 4 Arena Ultimax - Naoto Shirogane
- Persona 4: Dancing All Night - Naoto Shirogane
- Persona Q: Shadow of the Labyrinth - Naoto Shirogane
- Persona Q2: New Cinema Labyrinth - Naoto Shirogane
- Pokkén Tournament - Nora
- Prince of Persia: Le sabbie del tempo - Farah
- Project X Zone - Toma
- Rune Factory: A Fantasy Harvest Moon - Raguna
- Rune Factory: Frontier - Raguna
- Ryū ga Gotoku Ishin! - Otose
- Sakura Wars: So Long, My Love - Kokuryuhime
- Sengoku Basara 2 - Uesugi Kenshin
- Sengoku Basara X - Uesugi Kenshin
- Sengoku Basara: Battle Heroes - Uesugi Kenshin
- Sengoku Basara: Samurai Heroes - Uesugi Kenshin
- Sengoku Basara: Chronicle Heroes - Uesugi Kenshin
- Sengoku Basara 4 - Uesugi Kenshin
- Sengoku Basara: The Legend of Sanada Yukimura - Uesugi Kenshin
- Shaman King: Spirit of Shamans - Ren Tao
- Shaman King: Soul Fight - Ren Tao
- Shaman King: Funbari Spirits - Ren Tao, Dainichi Nyorai
- Shin Megami Tensei V - Abdiel
- Shin Megami Tensei V: Vengeance - Abdiel
- Shining Force EXA - Toma
- Soulcalibur Legends - Iska Farkas
- Street Fighter V - Kolin
- Suikoden Tierkreis - Chrodechild
- Summon Night Granthese: Sword of Ruin and the Knight's Promise - Dino
- Super Robot Wars Alpha Gaiden - Loran Cehack
- Super Robot Wars Alpha 2 - Kanan Gimms
- Super Robot Wars Alpha 3 - Nicol Amalfi
- Super Robot Wars Z - Loran Cehack
- Super Robot Wars Z2: Destruction Chapter - Loran Cehack
- Super Robot Wars Z2: Rebirth Chapter - Loran Cehack
- Super Robot Wars Z3: Heaven Chapter - Loran Cehack
- Super Robot Wars T - Barone Ashura
- Super Robot Wars 30 - Barone Ashura
- Tales of Rebirth - Shaorune
- The Last of Us - Marlene
- The Last of Us Parte II - Marlene
- Wild Hearts - Seren Fahsa-Jibril
- Xenosaga Episode III: Also Sprach Zarathustra - Doctus
- Yakuza 5 - Mirei Park
- Yo-kai Watch 2 - Nathaniel Adams

### Drama CD
- Blaue Rosen - Misaki Doujima
- Bleach: Hanatarou's Lost Item - Toushiro Hitsugaya
- Bleach: The Night Before the Confusion - Toushiro Hitsugaya
- Gakuen Alice - Natsume Hyuuga
- The Law of Ueki: The Law of Drama - Kousuke Ueki
- The Law of Ueki: The Law of Radio - Kousuke Ueki